# Finsbury Park (stacja kolejowa)
Finsbury Park – węzłowa stacja kolejowa oraz stacja metra w Londynie. Na stacji zatrzymują się pociągi przewoźnika First Capital Connect. Należy do drugiej strefy biletowej. Otwarta została w 1861 r. Przez stację przebiegają dwie linie metra: Victoria Line oraz Piccadilly line, zapewniająca połączenie z lotniskiem Heathrow. Z kolejowej części stacji korzysta rocznie ok. 5,5 mln pasażerów, z czego ok. 2,63 mln przesiada się tu między pociągami kursującymi po różnych liniach. Metro obsługuje na Finsbury Park ok. 26,3 mln pasażerów rocznie.